# 二氧化钨
二氧化钨是钨的氧化物，化学式为WO2。它是青铜色的单斜晶体。其金红石结构展现出了扭曲的WO6八面体中心，相间的短W–W键为248 pm。
WO2可以由钨粉于900°C还原WO3得到。还原反应的中间体是一个混合价态化合物W18O49。
2 WO3  +  W  →  3 WO2
WO2的单晶可以通过化学转移反应制备，该反应利用了碘和WO2反应，生成具有挥发性的WO2I2。